# Nowe Sady (Mikołajki)
Nowe Sady (deutsch Neu Schaden) ist ein Dorf in der polnischen Woiwodschaft Ermland-Masuren und gehört zur Stadt- und Landgemeinde Mikołajki (Nikolaiken) im Powiat Mrągowski (Kreis Sensburg).

## Geographische Lage
Nowe Sady liegt inmitten der Woiwodschaft Ermland-Masuren, 16 Kilometer östlich der Kreisstadt Mrągowo (deutsch Sensburg).

## Geschichte
Das kleine Dorf Neu Schaden und war bis 1945 ein Gut in der Gemeinde Schaden (polnisch Stare Sady). Somit gehörte es zum Kreis Sensburg innerhalb der preußischen Provinz Ostpreußen. Im Jahre 1905 zählte Neu Schaden 71 Einwohner.
1945 wurde der Ort in Kriegsfolge mit dem gesamten südlichen Ostpreußen an Polen überstellt und erhielt die polnische Namensform „Nowe Sady“. Er ist heute Sitz eines Schulzenamtes (polnisch Sołectwo) und als solches eine Ortschaft im Verbund der Stadt- und Landgemeinde Mikołajki (Nikolaiken) im Powiat Mrągowski (Kreis Sensburg), bis 1998 der Woiwodschaft Suwałki, seither der Woiwodschaft Ermland-Masuren zugehörig. Im Jahre 2006 zählte Nowe Sady 180 Einwohner.

## Kirche
Bis 1945 war Neu Schaden in die evangelische Pfarrkirche Nikolaiken in der Kirchenprovinz Ostpreußen der Kirche der Altpreußischen Union und außerdem in die katholische St.-Adalbert-Kirche in Sensburg im Bistum Ermland eingepfarrt. Heute gehört Nowe Sady evangelischerseits wieder zu Mikołajki, jetzt allerdings der Diözese Masuren der Evangelisch-Augsburgischen Kirche in Polen zugeordnet. Katholischerseits besteht heute auch die Zugehörigkeit zu Mikołajki, dessen Pfarrkirche dem Bistum Ełk in der polnischen katholischen Kirche  zugehört.

## Verkehr
Nowe Sady liegt an einer Nebenstraße, die von der polnischen Landesstraße 16 (frühere deutsche Reichsstraße 127) bei Prawdowo (Pradowen, 1929 bis 1945 Wahrendorf) abzweigt und bis nach Faszcze (Faszen, 1938 bis 1945 Fasten) führt. Eine Bahnanbindung besteht nicht.